# Büşra
Büşra ist ein türkischer weiblicher Vorname arabischer Herkunft mit der Bedeutung „Die freudige Nachricht“, "Omen" oder "perfekt". 

## Namensträgerinnen
- Büşra Katipoğlu (* 1992), türkische Judoka
- Büşra Kuru (* 2001), deutschtürkische Fußballspielerin
- Büşra Pekin (* 1982), türkische Schauspielerin und Autorin